# Zelamyia alyctus
Zelamyia alyctus là một loài ruồi trong họ Asilidae. Zelamyia alyctus được Londt miêu tả năm 2005. Loài này phân bố ở vùng nhiệt đới châu Phi.